# Ассоциация производителей электронной аппаратуры и приборов
Ассоциация производителей электронной аппаратуры и приборов (АПЭАП) объединяет более 40 промышленных предприятий и образовательных учреждений электронной отрасли РФ. Основана 12 апреля 2007 года в Москве.
Инициаторами создания АПЭАП выступили 25 предприятий отрасли, многие из которых - лидеры своих сегментов рынка.

## Структура
- Высшим органом управления Ассоциации является Общее собрание членов Ассоциации.
- Общее Собрание избирает Совет Ассоциации, который осуществляет руководство деятельностью Ассоциации.[2]
- Председатель Совета Ассоциации отвечает за подготовку и проведение заседаний Совета.
- Исполнительный директор Ассоциации осуществляет руководство текущими делами Ассоциации.[3]

В ассоциации функционируют 5 комитетов:
- Комитет по продвижению российской электроники
- Комитет по кооперации и сотрудничеству
- Комитет по обеспечению кадрами
- Комитет по техническому регулированию
- Комитет по инвестициям

## Деятельность
С самого момента своего основания, одной из основных задач Ассоциации стало снижение пошлин на импорт электронных компонентов. Первым результатом этой деятельности, проводимой совместно с крупнейшими зарубежными производителями, стала отмена в 2008 году ввозных пошлин на жидкокристаллические и плазменные дисплеи.
В 2009 году Ассоциация, по соглашению с департаментом радиоэлектронной промышленности Минпромторга , создает стратегию развития электронной отрасли России до 2025 года, согласно которой к 2025 году российская продукция должна занять более 50 % от потребляемой в России аппаратуры, а Россия — войти в десятку крупнейших стран-производителей аппаратуры.
Ассоциация заняла активную позицию по противодействию повышению социальных платежей, произошедшему в результате реформы ЕСН 2009 года. Представители Ассоциации последовательно, как в публичных выступлениях, так и на рабочих мероприятиях в министерствах, отстаивали своё мнение о губительности повышения социальных выплат для высокотехнологичного бизнеса.
АПЭАП является партнером международных выставок «ЭкспоЭлектроника», «Силовая электроника»  и «Российская неделя электроники», организатором серии бесплатных семинаров по технологиям электроники, соорганизатором множества отраслевых конференций.
С 2009 года Ассоциация представляет российскую электронную промышленность на ежегодном Всемирном электронном форуме (англ. World Electronics Forum).

## Сотрудничество с властью
- Член Экспертного совета по развитию конкуренции в области ИТ при Федеральной антимонопольной службе РФ [12]
- Член Межведомственной рабочей группы по вопросам развития национальной промышленности информационных технологий.